# Neopaxia
Neopaxia es un género de plantas de la familia Portulacaceae. Es originario de Sudamérica.

## Taxonomía
Neopaxia fue descrito por Carl Ernst Otto Kuntze y publicado en Garena Palynologica 7: 331. 1967. La especie tipo es: Neopaxia australasica (Hook. f.) Ö. Nilsson

## Especies
- Neopaxia australasica (Hook. f.) Ö. Nilsson
- Neopaxia calycina (Colenso) Heenan
- Neopaxia campylostigma Heenan
- Neopaxia drucei Heenan
- Neopaxia erythrophylla Heenan
- Neopaxia linearifolia Heenan
- Neopaxia racemosa (Buchanan) Heenan
- Neopaxia sessiliflora (G.Simpson) Heenan